# 西江月·井冈山
《西江月·井冈山》，毛泽东为庆祝黄洋界保卫战大捷而写的一首词，创作于1928年。黄洋界保卫战发生于1928年8月下旬，在该战斗中，中国工农红军以不足一个营的兵力击溃了国民革命军四个团的进攻，胜利保卫了井冈山革命根据地。
该词是毛泽东关于井冈山的三首词的第一首，也是三首中唯一留有手迹的一首，另外两首为《水调歌头·重上井冈山》和《念奴娇·井冈山》。

## 创作背景
随着井冈山革命根据地的发展，1928年5月，中国共产党成立湘赣边界工农兵政府，而周边的国民革命军则不断对其展开围剿。1928年8月下旬，因战斗需要，毛泽东率领军前往湘南迎还红军大队，仅留一营留守井冈山。8月23日开始，湖南国民党第八军吴尚部调集4个团的兵力对井冈山进行围剿，8月30日上午黄洋界战斗爆发，湘军战败撤走，红军取得胜利。
黄洋界保卫战进行时，毛泽东正在向井冈山回师途中。9月上旬，在遂川大汾毛泽东获悉黄洋界保卫战取得胜利后，创作了《西江月·井冈山》。

## 手迹
由于创作于战争年代，创作原稿已无从找寻，该词留存手迹是毛泽东为满足井冈山管理局在建筑的“黄洋界保卫战胜利纪念碑”上镌刻该诗而重写的。
1960年，为了纪念黄洋界保卫战的伟大胜利，井冈山在刚通车的黄洋界公路旁兴建了一座五米高的木质“黄洋界保卫战胜利纪念碑”。1965 年毛泽东重上井冈山时还在此碑前与随行人员一起合影留念。
1965年6月30日至7月3日，郭沫若同妻子访问了井冈山。当时正值井冈山管理局建筑钢筋混凝土的黄洋界保卫战胜利纪念碑。井冈山方面向郭沫若反应打算待碑建好后上毛泽东手书的《西江月·井冈山》，但找不到毛泽东这首词的手迹。郭沫若答应回北京后请毛泽东重书一遍。为满足井冈山方面的愿望，毛泽东重新书写了《西江月·井冈山》这首词。

## 歌曲
李劫夫给该词谱曲后创作的歌曲《西江月·井冈山》在1964年的大型音乐舞蹈史诗《东方红》为男声独唱、伴唱，由寇家伦领唱，位于第二场《星火燎原》。